# Lonchaea ketiosa
Lonchaea ketiosa är en tvåvingeart som beskrevs av Mcalpine 1964. Lonchaea ketiosa ingår i släktet Lonchaea och familjen stjärtflugor.
Artens utbredningsområde är British Columbia. Inga underarter finns listade i Catalogue of Life.